# Agrotisia evelinae
Agrotisia evelinae är en fjärilsart som beskrevs av Benjamin 1933. Agrotisia evelinae ingår i släktet Agrotisia och familjen nattflyn. Inga underarter finns listade i Catalogue of Life.